# Высоты (Городокский район)
Высоты (бел. Высо́ты; до 30 июля 1964 года — Хвостки (бел. Хвасткі), также известна как Рабые (бел. Рабыя) — упразднённая деревня в Городокском районе Витебской области Белоруссии. Входила в состав Первомайского сельсовета.

## География
В 14 км к северо-западу от Городка, 10 км от железнодорожной станции Прудок на линии Витебск-Невель, 50 км от Витебска. Рельеф равнинный.
Ближайшие населённые пункты Аниськи, Туринец-1 и др.
Рядом пролегают дороги Н2579, Н2555.
Транспортные связи по местной дороге через деревни Аниськи, Поташня, Веремеево и далее по шоссе Городок-Невель.

### Гидрография
Через деревню протекает ручей, впадающий в озеро Черново. В юго-западном направлении местность заболочена.

## История
В конце XVIII века деревня Рабые в Городокском уезде Полоцкой губернии. В 1802 году в Витебской губернии. В 1839 году деревня в фольварке Жукова, относилась к государственному имению Езерище.
В конце XIX — начале XX века в Поташнянской волости Городокского уезда, в составе Кашанской сельской общины и Кашанского православного прихода.
В 1905 году 90 десятин земли.
В 1906 году деревня Хвостки в Поташенской волости Городокского уезда Витебской губернии.
В 1920 году в Витебском уезде.
В марте 1924 года возвращен в состав БССР. С 20 августа 1924 года в Москаленятском сельсовете Городокского района Витебского округа (до 26 июля 1930 года). С 20 февраля 1938 года в Витебской области.
Во Вторую мировую войну с фронта не вернулись 3 жителя. В 1970 году в Первомайском сельсовете. В 2000 году в колхозе имени Маяковского. В 2012 году в составе ОАО «Городокский льнокомбинат».
21 июля 2024 года деревня Высоты упразднена.

## Население

### Численность
- 2018 год — 1 житель

### Динамика
- 1785 год — 3 двора, 19 ревизских душ
- 1839 год — 25 ревизских душ
- 1905 год — 5 дворов, 49 жителей
- 1906 год — 4 двора
- 1926 год — 5 дворов, 31 житель
- 1970 год — 28 жителей
- 1999 год — 8 жителей
- 2000 год — 5 хозяйств, 7 жителей
- 2009 год — 1 житель[5]
- 2018 год — 1 хозяйство, 1 житель